# 奶油煮蛋配吐司

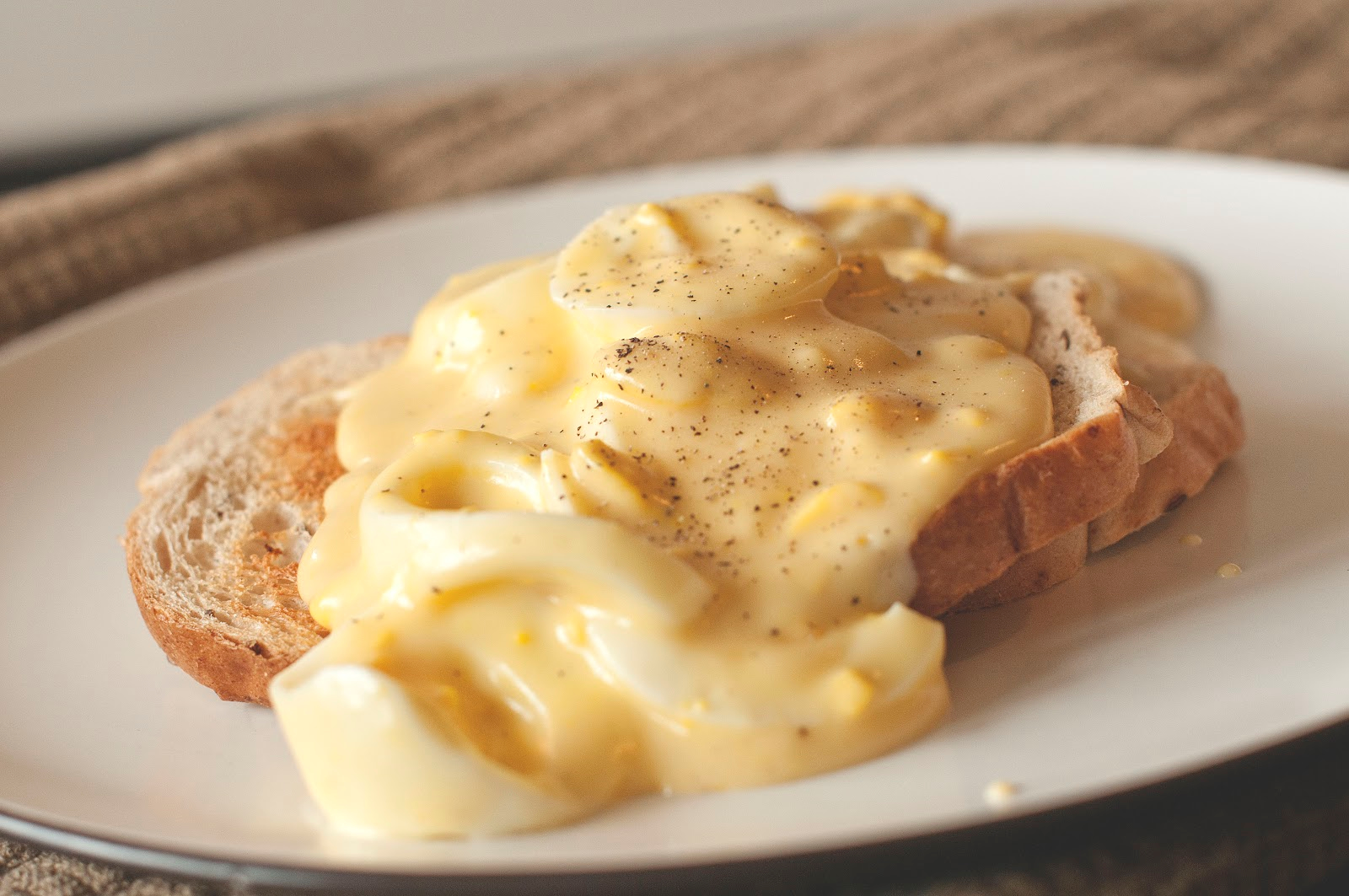
奶油煮蛋配吐司

奶油煮蛋配吐司（Creamed eggs on toast）在美國是早餐菜色。 吐司或比斯吉澆上白醬做的肉汁和切碎的水煮蛋。肉汁可以添加各種調味，例如：黑胡椒、蒜粉、芹菜鹽、伍斯特醬、雪利酒、香芹碎和／或蝦夷蔥碎。
《廚藝之樂》一書中建議用鮮奶油及雞高湯各半製作白醬，並添加酸豆或碎醃瓜。顏色較淺的醬汁常會加一點辣椒粉或卡宴辣椒做點綴，這道菜也不例外。
奶油煮蛋配吐司也常用來清剩菜，加入碎火腿、小牛肉、雞肉、龍蝦、煮過的蘆筍和豌豆等配料也不少見。
「黃花蛋（Eggs Goldenrod）」是奶油煮蛋配土司的變種：先將水煮蛋的蛋黃取出，碎蛋白和吐司澆上白醬後灑上碎蛋黃。 另有一道稱為「Eggs à la Bechamel」的菜餚：以奶油煎麵包丁取代吐司；水波蛋或半熟蛋取代水煮蛋， 最後把蛋置於麵包丁上，淋上醬汁。
奶油煮蛋配吐司是很多家庭復活節早午餐的傳統菜。這道菜第一次出現在1896年Fanny Farmer所寫的《Boston Cooking-School Cook Book 》，每個人從自己籃子裡取出兩顆復活節彩蛋當奶油煮蛋的材料；彩蛋上各種顏色會暈染在白色的肉汁上，更為這道菜增添節慶色彩。